# سقوط زنجبار وجعار
في أوائل ديسمبر 2015 استولى تنظيم القاعدة في جزيرة العرب على مدينتين يمنيتين هما زنجبار (عاصمة إقليم أبين) وجعار (وهي بلدة تقع على بعد بضعة كيلومترات من الشمال). أعادت القوات الموالية للحكومة استعادة زنجبار في 14 أغسطس 2016. كان هذا هو ثاني استيلاء على زنجبار خلال الاضطرابات في اليمن. سبق الاستيلاء على المدينة من قبل تنظيم القاعدة في جزيرة العرب في مايو 2011 حتى صيف عام 2012.
زنجبار قريبة من ميناء عدن ومضيق باب المندب وبين عدن وما كان معقل القاعدة في المكلا. يبدو أن استيلاء القاعدة على بلدتين يبدو وكأنه دليلا على اهتمامها بالاستيلاء على الأراضي وليس مجرد «شن هجمات مذهلة على أهداف غربية».

## الأهمية
تقع زنجبار على خليج عدن على بعد حوالي 54 كيلومترا من عدن الثانية في اليمن شرق المضيق «الاستراتيجي» لباب المندب (حوالي ثلاثة ملايين برميل من النفط يمر عبر المضيق يوميا). من شأن السيطرة على جعار أن تجعل من السهل على تنظيم القاعدة في جزيرة العرب جلب إمدادات من معقلها السابق (المكلا) في محافظة حضرموت لمهاجمة عدن.

## قتال 2011-12
كانت زنجبار تحت سيطرة تنظيم القاعدة في جزيرة العرب في الفترة من مايو 2011 حتى صيف عام 2012 عندما تم إخراجهم بمساعدة الضربات الجوية الأمريكية. في عام 2011 قامت «ثورة الشباب اليمنية» احتجاجا على الحركة لإنهاء حكم الرئيس علي عبد الله صالح الذي دام 33 عاما وخلق «فراغا في السلطة» في أجزاء من اليمن. استولى تنظيم القاعدة في جزيرة العرب على عدد من المدن في أبين - بما في ذلك مدينة جعار في مارس 2011 وزنجبار في مايو. بعد ذلك استولوا على ملعب لكرة القدم خارج زنجبار استخدموه «قاعدة عسكرية مؤقتة».
لوحظ أن «الإمارة» التي أنشأها تنظيم القاعدة في جزيرة العرب قد حان الوقت الذي سعت فيه القاعدة إلى التأكيد وعدم الإعلان في حملة إعلامية (عن الشريعة الإسلامية الصارمة ولكن الحكم الرشيد «اللطيف بشكل غير معهود» على الأراضي المحتلة إعادة بناء البنية التحتية وكسر اللصوصية والنزاعات. ومع ذلك فإن «الرأفة استنزفت بعيدا تحت ضغوط الحرب». بعد أشهر من القتال أفادت قناة الجزيرة القطرية في منتصف عام 2011 أن «عشرات القتلى و 54,000 مدني فروا من أبين» وأن القبائل المتحالفة سابقا مع تنظيم القاعدة في جزيرة العرب قد حولت الجانبين وبدأت القوات اليمنية المدعومة في سعيها لاستعادة زنجبار من تنظيم القاعدة في جزيرة العرب. وفقا لمراسل صحيفة نيويورك تايمز روبرت وورث فإن فشل هذا النمط الجهادي من الحكم الجهادي ربما «علم» الجهاديين درسا في وقت لاحق من قبل داعش أن الخوف والرعب كانت هناك حاجة لغرس الطاعة ومنع المواطنين المحايدين تحت حكمهم من أن يصبحوا في نهاية المطاف أعداء.

## الحوثي
ثم سيطر المتمردون الحوثيون في وقت لاحق على زنجبار ولكن في أغسطس 2015 دفع المقاتلون الموالون للرئيس هادي بمساعدة الضربات الجوية السعودية الحوثيين إلى الخروج من زنجبار.

## معركة 2015
بحلول أوائل أكتوبر 2015 أفيد بأن مقاتلي تنظيم القاعدة في جزيرة العرب استولوا على بعض المباني الحكومية في زنجبار وطردوا المقاتلين الحكوميين وأنشئوا محاكم شرعية. اقتحم مقاتلي القاعدة جعار وبقية زنجبار خلال فجر 1 ديسمبر 2015. تم الاستيلاء على المدن على الفور مع قتال قليل نسبيا على الرغم من التعزيزات المحلية من القادة والقوات الموالية للحكومة اليمنية. في 2 ديسمبر انسحب تنظيم القاعدة في جزيرة العرب من جعار بعد غارة أسفرت عن مقتل أكثر من 15 من موالي هادي والقائد الموالي لهادي علي السيد. ومع ذلك ورد أنهم عادوا في صباح اليوم التالي. قيل إن القائد المحلي الموالي للرئيس عبد ربه منصور هادي وما لا يقل عن 6 مقاتلين آخرين قتلوا في المعركة ضد تنظيم القاعدة في جزيرة العرب مع ما لا يقل عن خمسة مقاتلين في تنظيم القاعدة في جزيرة العرب.

### فيما بعد
بعد السقوط الكامل للمدينتين أعلن تنظيم القاعدة «الإمارات» في المدينتين تقديم الخدمات المدنية وإنشاء محكمة شرعية. قاد هجوم تنظيم القاعدة في جزيرة العرب أبو حمزة الزنجباري الذي كان «أمير» إقليم محافظة أبين الذي تحتلها تنظيم القاعدة في جزيرة العرب منذ إعلان إمارتهم في عام 2011. تفيد التقارير أن تنظيم القاعدة في جزيرة العرب هدم منزل القائد المحلي الموالي للرئيس عبد ربه منصور هادي.
بعد بضعة أشهر في 27 مارس 2016 شنت ثلاث طائرات يشتبه في أنها طائرات بدون طيار أمريكية مواقع تنظيم القاعدة في جزيرة العرب في داخل مبانيها الحكومية بجانب زنجبار مما أدى إلى مقتل حوالي 14 جنديا من تنظيم القاعدة في جزيرة العرب. بعد ثلاثة أيام من الاستيلاء عليها أصدر تنظيم القاعدة في جزيرة العرب مكافأة قدرها 7 ملايين ريال يمني (32,500 دولار أمريكي) على رأس اللجان الشعبية الموالية للحكومة عبد اللطيف السيد مدعيا أنه «طعن المجاهدين في الظهر».
إن انشغال الحكومة اليمنية بمقاتلة المتمردين الحوثيين منعها من إرسال تعزيزات من عدن لمساعدة مقاتلي أبين الموالين للحكومة.

## إعادة الاستيلاء
في 14 أغسطس 2016 ورد أن القوات الحكومية اليمنية المدعومة بطائرات التحالف العربية والزوارق الحربية استعادت زنجبار من تنظيم القاعدة في جزيرة العرب. واجهت حملة إعادة السيطرة على المدينة «هجمات انتحارية متكررة» ضد القوات اليمنية.